# Kissyfur
A Kissyfur 1986-tól 1990-ig vetített amerikai televíziós rajzfilmsorozat, amelynek alkotója Phil Mendez volt. A rendezői Bernard Deyriès és Marija Miletic Dail voltak, a zenéjét Shuki Levy szerezte. Amerikában 1986. szeptember 13. és augusztus 25. között az NBC adta.

## Ismertető
A történet főhőse, Kissyfur, egy kis medvebocs. Édesanyja halála után az édesapjával él a cirkuszban előadóként. Egy vonatbaleset következtében Kissyfur és édesapja, Gus, kiszabadul az erdőbe. Mivel mindketten sok évet éltek együtt az emberekkel, így a tanult ismereteiket alkalmazzák az ott is, és hamarosan csatlakoznak az erdő lakóközösségébe. Persze nem mindenki veszi jó néven az új jövevényeket. Ebből később még keletkeznek kisebb-nagyobb galibák.

## Szereplők
- Kissyfur – A főhős, egy eladó kis medvebocs.
- Gus – Egy nagy medve, Kissyfur édesapja.
- Emmy Lou – Egy kék nősténymedve, tanárnő.
- Beehonie – Egy barna hajú fehér nyuszilány, Kissyfur aki barátnője.
- Toot – Egy nagy farkú hód kölyök, Kissyfur aki barátja.
- Lenny – Egy nagydarab vadmalac, Charles fia, Kissyfur barátja.
- Duane – Egy szőke hajú malac, Kissyfur aki barátja.
- Stuckey – Egy tarajos sül, Kissyfur aki barátja.
- Jolene – Egy gonosz nősténykrokodil, aki vörös parókát visel.
- Floyd – Egy ügyefogyott krokodil, aki Jolene öccse.
- Shelby – Egy bölcs teknős.
- Charles – Az erdő lakóinak a vezetője, Lenny apja.
- Kotló nővérek – A két tyúk nővér, akinek a neve Bessie és Claudette.
- Howie – A gezerigó
- Donna – Egy Vörös hajú lánymedvebocs, aki Emmy Lou unokahúga.

## Magyar hangok
- Zsurzs Kati – Kissyfur
- Képessy József – Gus
- Mányai Zsuzsa – Emmy Lou
- Hűvösvölgyi Ildikó – Beehonie
- Venczel Vera – Toot
- Balázs Péter – Lenny
- Józsa Imre – Duane
- Tahi József – Stuckey
- Tahi Tóth László – Jolene
- Gruber Hugó – Floyd
- Harkányi Endre – Shelby
- Farkas Antal – Charles
- Szécsi Vilma, Simándi Anna – Kotló nővérek
- Csizmadia Gabi – Howie / Pocok hölgy
- Csere Ágnes – Donna
- Uri István – Cirkuszigazgató
- Dimulász Miklós – Mozdonyvezető
- Sinkovits-Vitay András – Zebra #1
- Leisen Antal – Teve / Duane apja
- Rácz Géza – Beehonie apja / Toot apja

## Epizódok

### 1. évad (1985-1986)
Zárójelben a magyar cím olvasható.
1. Bear Roots (Kissyfur új életet kezd)[1]
2. The Birds and the Bears (Kissyfur lázad)[1]
3. The Lady is a Chump[1]
4. We Are the Swamp[1]
5. Here's the Beef / Jam Wars (Kissyfur és a bika / Kissyfur és az árvíz)
6. The Humans Must Be Crazy / To Tell the Tooth
7. Whale of a Tail / Kissyfur P.I.
8. Home Sweat Home / Pooped Pop (Kissyfur éjjeli kalandja / Kissyfur és a téli álom)
9. Bear Who Cried Wolf / Egg McGuffin
10. Drop Me a Lion / Wishing Box
11. Gatoraid / Basket Case
12. The Incredible Hunk / Double Dare Bear
13. Bearly a Bodyguard / The Duck Who Came to Dinner

### 2. évad (1988)
1. The Great Swamp Swami / The Shell Game
2. Just in Time / Three's a Crowd
3. My Fair Lenny / G'Day Gator and G'Bye
4. Fork-Tongued Frog / Like Father, Like Son
5. Toot's Treasure / Berried Alive
6. You Ain't Nothin' But a Hound Dog / Cub's Club
7. Stuck on Stuckey / Flipzilla
8. Comrade Kissyfur / The New Cub
9. Evilfur / See Ya Later, Annie Gator
10. Swarm Outside / Halo & Goodbye
11. The Ballad of Rebel Racoon / Somethin' Cajun's Cookin'
12. Got Those Baby Blues / Home Sweet Swamp
13. Weight Not Want Not / The Great Swamp Taxi Race

## Magyar megjelenés
Magyarországon nem adták az országos tévében, csak helyi adókon (pl. a kecskeméti tévében 1990-ben), illetve VHS-en jelent meg 1988-ban a Hungarovideo gondozásában. Ezen a kiadványon 4 rész (6 történet) volt látható.
Tartalma
- Kissyfur új életet kezd
- Kissyfur éjjeli kalandja / Kissyfur és a téli álom
- Kissyfur és a bika / Kissyfur és az árvíz
- Kissyfur lázad